# Бордин, Джелиндо
Джелиндо Бордин (2 апреля 1959) — итальянский бегун на длинные дистанции, который специализировался в марафоне. Двукратный победитель чемпионатов Европы в 1986 и 1990 годах. Бронзовый призёр чемпионата мира 1987 года. Победитель марафона в Милане 1984 года с результатом 2:13.20. В 1987 году выиграл Римский марафон. Олимпийский чемпион 1988 года с результатом 2:10.32. Бронзовый призёр Нью-Йоркского марафона 1989 года — 2:09.40. Победитель Бостонского марафона 1990 года —  2:08.19.
На Олимпиаде в Барселоне не смог закончить марафонскую дистанцию.